# Adrian Sack
Adrian Sack (Manilla, 6 augustus 1979) is een Vlaams televisie- en theateracteur en visagist. Hij vertolkte onder meer de rol van Joël in de reeks Chaussée d'Amour en van Gunther Bogaert in de jeugdserie Ghost Rockers.
Sack studeerde drama aan de Koninklijke Academie voor Schone Kunsten in Gent, waar hij afstudeerde met zijn solovoorstelling LAB, waarvoor hij in de huid kroop van voormalig first lady Imelda Marcos, zijn eigen Filipijnse moeder en zichzelf.

## Film- en televisierollen
- Rang 1 (2011-2012) - als Raju Yadav
- Aspe (2014) - als Simon
- Vermist (2016) - als wetsdokter
- Infinite Drift (2016) - als Ajab
- Chaussée d'Amour (2016) - als Joël
- Ghost Rockers (2016-2017) - als theaterleraar Gunther Bogaert
- Beau Séjour (2017)
- Zie mij graag (2017) - als Steven Sels
- De zonen van Van As (2018) - als Dingbang Xu
- Undercover (2019) - als man in weiland
- Grenslanders (2019) - als minnaar van Sister Li
- Black-out (2020) - als taxichauffeur
- Lisa (2021) - als Bong
- Thuis (2022)
- Chantal (2022-2024) - als inspecteur Eddy Driessens
- De Kotmadam (2023) - als professor
- Juliet (2024) - als wetsdokter
- Onder Vuur (2024) - als man
- Familie (2025) - als Kadir